# Рогати зец
Рогати зец је митска животиња која се појављује у Северноамеричком фолклору. Неки га зову застрашујуће створење. Описан је као зец са роговима а понекад и као антилопа са јелењим роговима. Неки га зову и Јаckаlоpе што значи зец и антилопа. 
Прича о овом створењу популаровизована је 1930. када су ловци наводно убили ово створење. Наводно је имало јелење рогове и тело зеца. Прича о овом створењу је можда настала из виђења зечева који имају вирус Шоп. Због тог вируса на зечевима се стварају израслине које изгледају као рогови. Ово биће се појављује у многим културама.